# Ericaella longipes
Ericaella longipes är en spindelart som först beskrevs av Arthur M. Chickering 1937.  Ericaella longipes ingår i släktet Ericaella och familjen sporrspindlar.
Artens utbredningsområde är Panama. Inga underarter finns listade i Catalogue of Life.